# Dioctria neatricapilla
Dioctria neatricapilla är en tvåvingeart som beskrevs av Pavel Lehr 2001. Dioctria neatricapilla ingår i släktet Dioctria och familjen rovflugor.
Artens utbredningsområde är Ukraina. Inga underarter finns listade i Catalogue of Life.